# 腾鳌镇
腾鳌镇，是中华人民共和国辽宁省鞍山市海城市下辖的一个乡镇级行政单位。

## 行政区划
腾鳌镇下辖以下地区：
永安社区、保安社区、福安社区、寿安社区、周正社区、黄士社区、名甲社区、将军社区、东新社区、西新社区、安费黄村、金甲村、北石桥村、双台村、王铁村、前甘村、东甘村、接官村、单家村、老墙村、东开村和西开村。